# Diendorf (Gemeinde Aigen-Schlägl)
Diendorf (auch Diendorf bei Schlägl) ist eine Ortschaft in der Marktgemeinde Aigen-Schlägl im Bezirk Rohrbach in Oberösterreich.

## Geografie
Diendorf liegt nordöstlich von Schlägl und wird von der Landesstraße L590 erschlossen, die von Schlägl zur tschechischen Grenze führt. Am 1. April 2020 umfasste die Ortschaft, zu der auch die Rotte Oberhaag und die Einzellage Unterhaag zählen, 61 Adressen. Die Siedlung gehört zum Einzugsgebiet des Galgenbachs. Sie ist Teil der 22.302 Hektar großen Important Bird Area Böhmerwald und Mühltal.

## Geschichte
Im Jahr 1274 ist ein Meinhard von Diendorf historisch fassbar, es blieb aber offen, ob damit dieses Diendorf oder Diendorf in der Gemeinde Peilstein im Mühlviertel gemeint ist. Die Ansiedlung entstand im Zuge der Kolonialisierung des Böhmerwaldes, die zunächst von Bistum Passau ausging und ab dem 15. Jahrhundert vom Stift Schlägl vorangetrieben wurde.
Bei einem Brand am 29. Juni 1925 wurden das Haus Mathe mit der Adresse Diendorf Nr. 1 und das Haus Fessl mit der Adresse Diendorf Nr. 2 zerstört. Einem Feuer fiel am 5. Juli 1929 das Haus von Franz Leitenmüller mit der Adresse Diendorf Nr. 11 zum Opfer. Ein gemeindeeigener Löschteich im Ort wurde 1954 angelegt. Bis zur Gemeindefusion von Aigen im Mühlkreis und Schlägl am 1. Mai 2015 gehörte die Ortschaft zur Gemeinde Schlägl.

## Kultur und Sehenswürdigkeiten
Das ehemalige Zoll- und Wohngebäude Diendorf an der österreichisch-tschechischen Grenze wurde 1922 erbaut.

Dorfstraßen in Diendorf
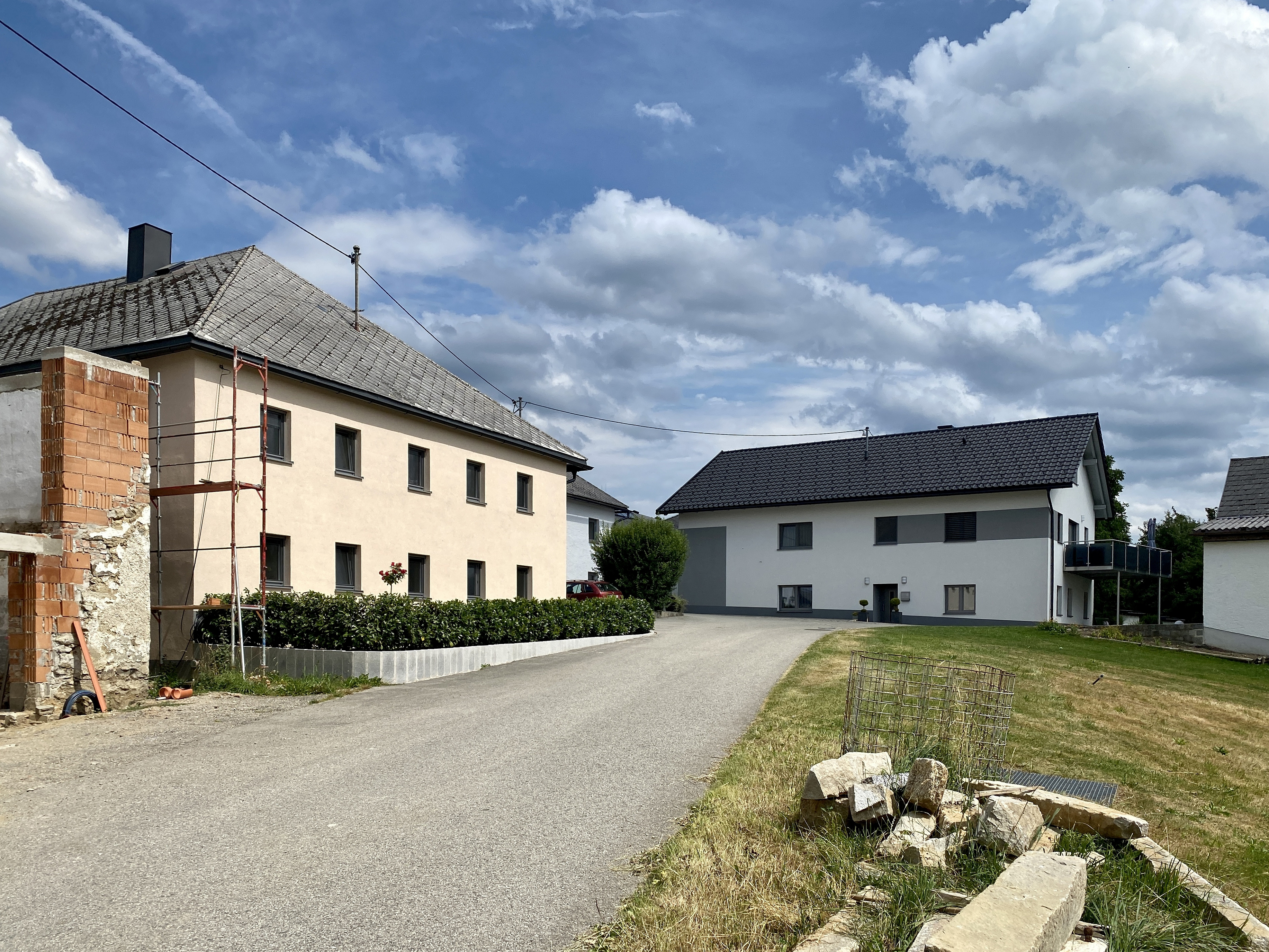
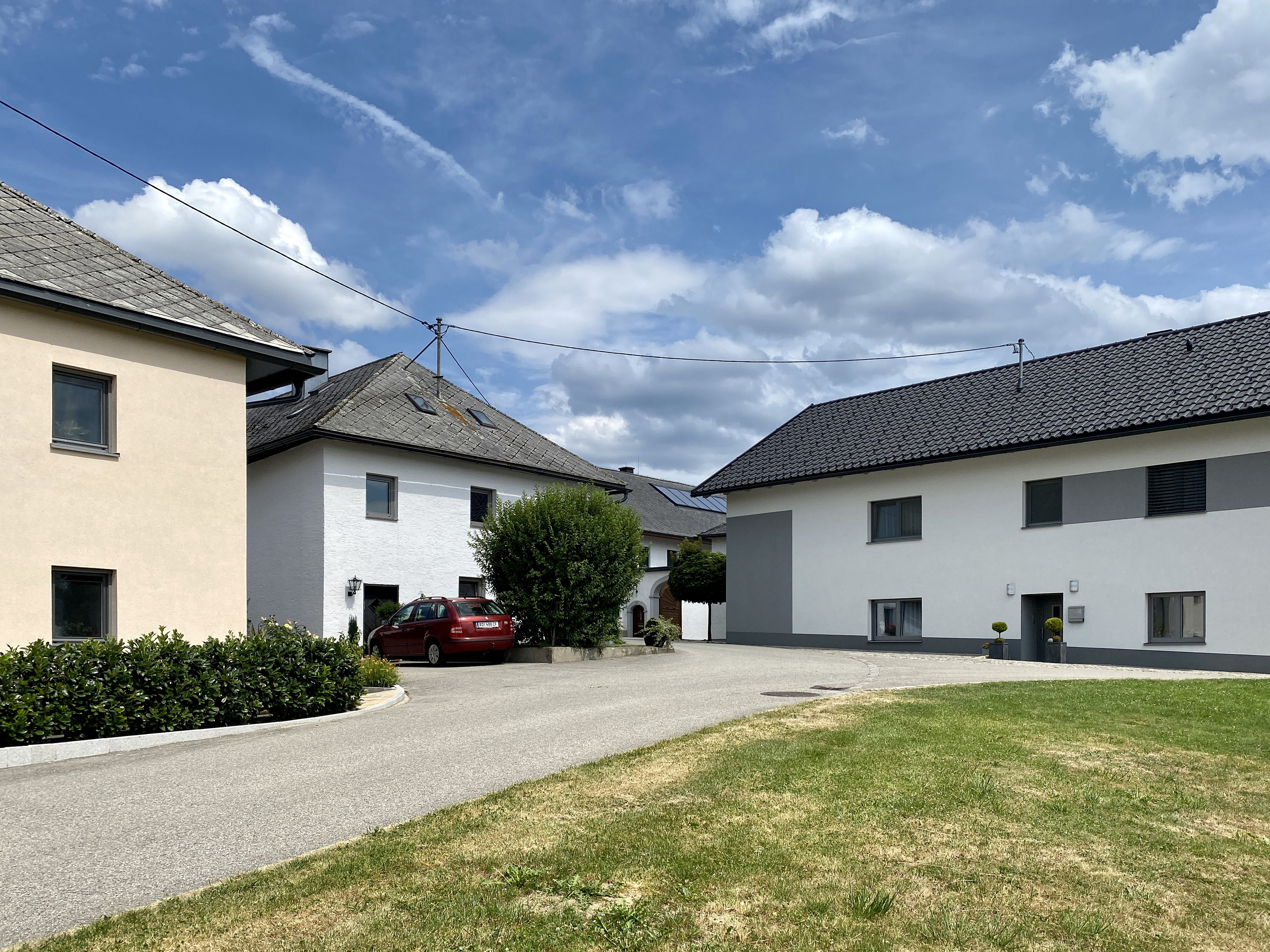
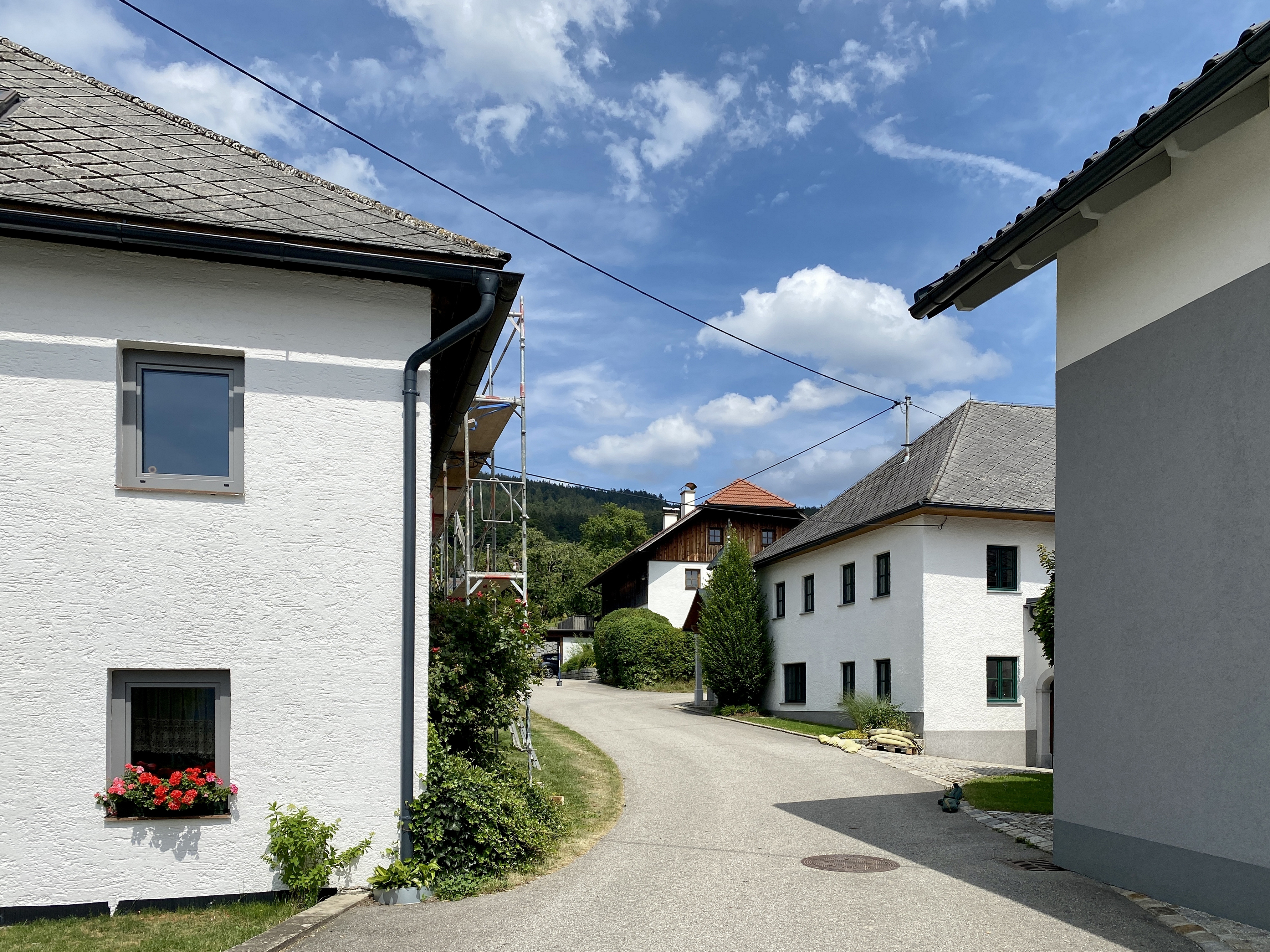
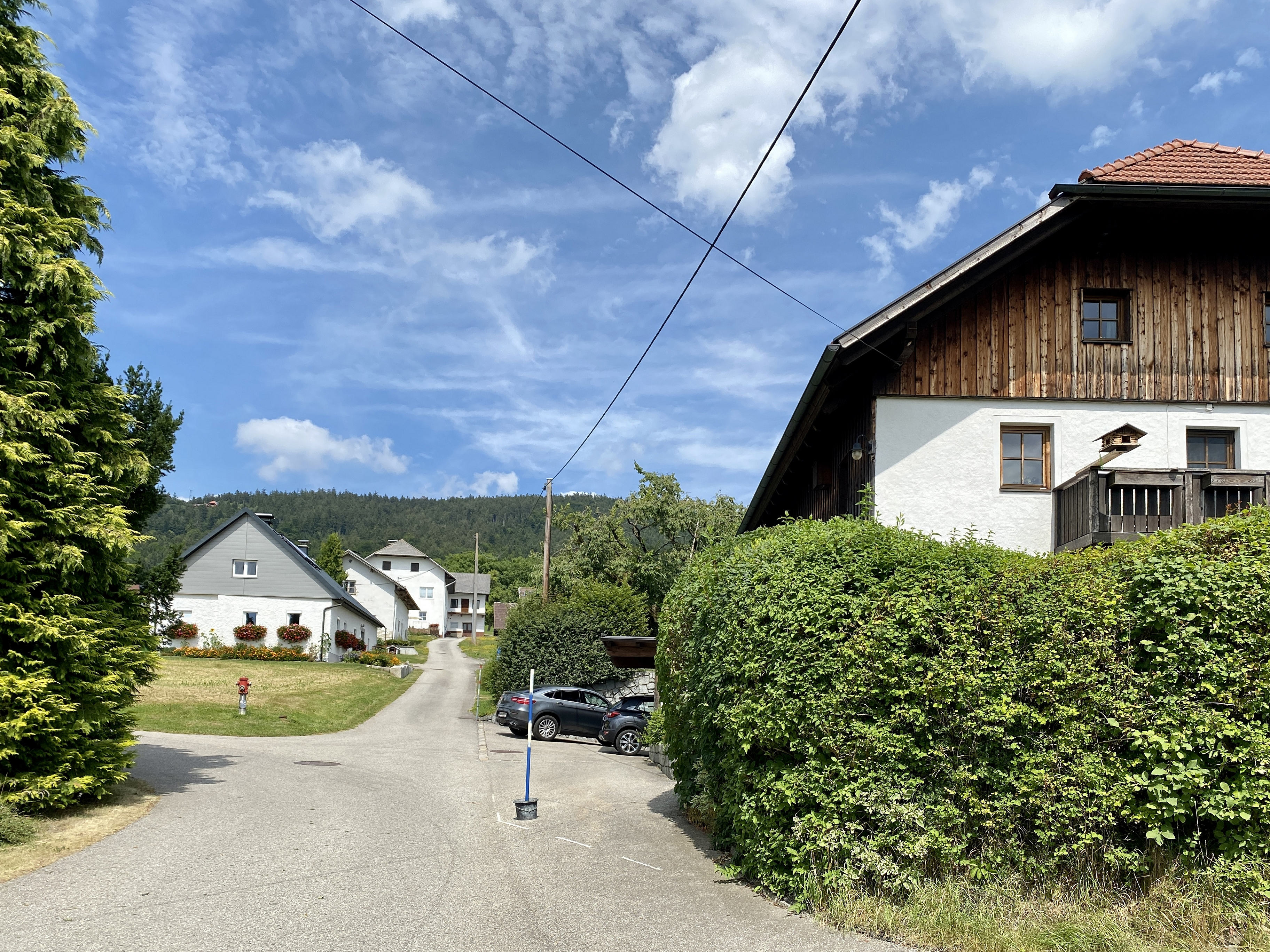